# Tolmerus weinbergae
Tolmerus weinbergae là một loài ruồi trong họ Asilidae. Tolmerus weinbergae được Hradský & Bosák miêu tả năm 2006. Loài này phân bố ở vùng Cổ Bắc giới.